# Francesco Besucco
Francesco Besucco (Argentera, 1º marzo 1850 – Torino, 9 gennaio 1864) è stato un allievo di San Giovanni Bosco, morto tredicenne e ricordato per essere uno dei tre ragazzi (insieme a Domenico Savio e Michele Magone) dei quali il santo presbitero scrisse la vita.

## Biografia
Francesco Besucco nacque ad Argentera, Cuneo, il 1º marzo 1850; aveva cinque fratelli ed i suoi genitori erano contadini poveri e molto devoti al cattolicesimo. Appena ne fu possibile, Francesco cominciò ad aiutare i genitori a lavorare i campi e nel contempo desiderava andare a scuola, che però poteva frequentare solo in inverno.
Don Francesco Pepino, ai tempi parroco di Argentera e che già aiutava la famiglia Besucco, si occupò al sostentamento ed all'istruzione di Francesco,  grazie al quale ottenne risultati scolastici soddisfacenti. Nel tempo libero, Francesco lo dedicava alla lettura ed in particolar modo alla vita dei santi; ogni volta che si recava ai pascoli si portava sempre dietro un libro. Lesse le biografie di Michele Magone e di San Domenico Savio, entrambe scritte da San Giovanni Bosco, desiderando di poter entrare anch'esso all'Oratorio di Valdocco. Dopo averne parlato con Don Pepino, questi scrisse a Don Bosco descrivendo il ragazzo come un prezioso collaboratore nell'insegnare il catechismo ai più piccoli e nel servire la santa Messa come chierichetto. Don Bosco accettò e Francesco giunse a Valdocco il 2 agosto 1863; esattamente come Domenico Savio, anche Francesco confidò a Don Bosco di voler diventare sacerdote.
Arrivato all'oratorio salesiano, Francesco si distinse per le sue conoscenze in ambito campagnolo e per la sua aperta disponibilità a svolgere i lavori più umili; frequentò anche il vicino Collegio, apprezzandone tutte le qualità ed integrandosi fra i nuovi compagni, desideroso di diventare come loro. Spesso si sottopose a penitenze corporali troppo severe e durante le notti del rigidissimo inverno del 1863/64 nessuno notò Francesco nel non coprirsi con coperte pesanti; ciò gli comportò l'insorgere di un'imperdonabile polmonite, che lo uccise dopo sette giorni di agonia. Assistito da Don Bosco, Francesco Besucco morì la sera del 9 gennaio 1864, quasi quattordicenne; la sua permanenza nell'Oratorio di San Francesco di Sales fu di appena cinque mesi. Don Bosco scrisse in seguito la sua biografia.
A tutt'oggi riposa nel Cimitero monumentale di Torino, Quadrato di ponente, fila 34, fossa 147.